# La Vierge du rocher
Pour plus de détails, voir Fiche technique et Distribution.
La Vierge du rocher ou Le drame de Lourde, est un film français réalisé par Georges Pallu, sorti en 1933. Initialement produit par Les Producteurs Français Associés, il est repris en 1936 et distribué par Pathé-Baby qui change de nom en Le châtiment d'une mère.

## Synopsis
Une famille pieuse, une autre incroyante, et un petit garçon victime d'un accident, qu'un médecin croit voué pour toujours aux béquilles, mais qui marche soudain normalement grâce à sa foi dans la Vierge de Lourdes. 

## Fiche technique
- Titre : La Vierge du rocher / La Vierge du rocher ou Le drame de Lourde/  Le châtiment d'une mère
- Réalisation : Georges Pallu, assisté de Jean Mugeli
- Décors : Fernand Delattre
- Musique : Paul Fosse
- Photographie : Émile Pierre, Georges Delaunay et Maurice Laumann
- Société de production : Les Producteurs Français Associés
- Format : noir et blanc - Son :  mono - 1,37:1
- Genre : Film dramatique
- Durée : 88 minutes
- Année de sortie : 1933

## Distribution
- Les Petits Chanteurs à la croix de bois
- Colette Darfeuil : Régine Dormoy
- Georges Melchior :  M. Dormoy
- Marc Dantzer : M. Luxeuil
- Jean Bara : Le petit Gérard
- Simone Vaudry : Cécile Luxeuil
- Madeleine Guitty  : La cuisinière
- Gaby Basset : La petite Anna
- Micheline Masson : Bernadette
- Jean Garat : Le docteur
- Max Lerel :  Firmin
- Colette Borelli